# Rhantus bistriatus
Rhantus bistriatus là một loài bọ cánh cứng trong họ Bọ nước. Loài này được Bergsträsser miêu tả khoa học năm 1778.

## Hình ảnh

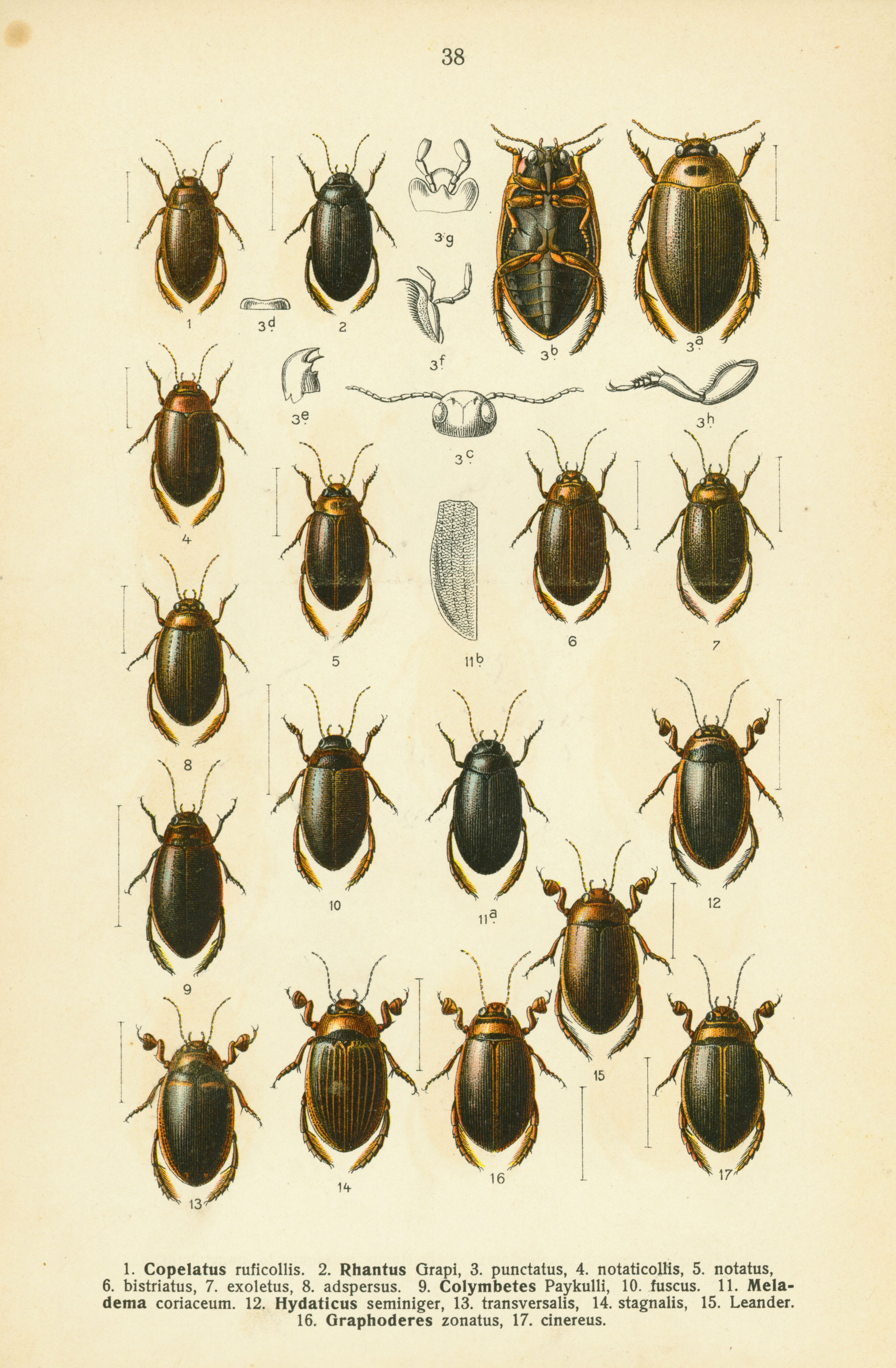